# Tokyo Ghoul
Tokyo Ghoul (東京喰種?, Tōkyō Gūru) è un manga scritto e disegnato da Sui Ishida, serializzato sulla rivista Weekly Young Jump di Shūeisha dall'8 settembre 2011 al 18 settembre 2014. La storia segue le vicende di Ken Kaneki, un giovane studente universitario a cui, in seguito a un incidente, vengono trapiantati gli organi di un ghoul. Un prequel, intitolato Tokyo Ghoul: JACK, è stato serializzato su Jump Live nel 2013, mentre un sequel dal titolo Tokyo Ghoul:re è stato pubblicato sempre su Weekly Young Jump tra il 16 ottobre 2014 e il 5 luglio 2018. Un adattamento anime, prodotto da Pierrot, è andato in onda in Giappone dal 3 luglio al 18 settembre 2014, seguito da una seconda stagione, intitolata Tokyo Ghoul √A, tra l'8 gennaio e il 26 marzo 2015, e da una terza, adattata da Tokyo Ghoul:re, tra il 3 aprile e il 25 dicembre 2018. Un film live action basato sulla serie è stato annunciato per l'estate 2017. In Italia Tokyo Ghoul e Tokyo Ghoul:re sono editi da J-Pop, mentre i diritti delle tre stagioni anime sono stati acquistati da Dynit.

## Trama
Tokyo Ghoul è ambientato in una Tokyo alternativa, dove la società è minacciata dai ghoul, esseri che si nutrono esclusivamente di carne umana, ma di aspetto simile a persone normali. Sono quindi in grado di infiltrarsi e mimetizzarsi nel tessuto sociale, fino ad arrivare ai suoi più alti livelli, senza essere scoperti. Questo porta il governo giapponese a prendere delle contromisure e a istituire la CCG, il Comitato per le Contromisure ai Ghoul (Comando Investigativo Antighoul nella traduzione ufficiale italiana).

### Introduzione
Lo studente universitario introverso Ken Kaneki, appassionato di lettura e amico di Hideyoshi "Hide" Nagachika, conosce la sua coetanea Rize Kamishiro, una potente ghoul nota alla CCG come "Ingorda". Rize, fingendosi preoccupata per gli omicidi di ghoul, lo attira in un vicolo, lo aggredisce e lo lascia in fin di vita. Un incidente uccide Rize, permettendo il trasporto di entrambi in ospedale, dove il dottor Akihiro Kano trapianta a Kaneki gli organi di Rize, incluso il Kakuhou. Sopravvissuto, Kaneki sviluppa caratteristiche da ghoul: pelle resistente, repulsione per il cibo umano e fame di carne umana, manifestando il Sekigan. Spinto dalla fame, incontra Nishiki Nishio, un altro ghoul, che lo aggredisce. Viene salvato da Touka Kirishima, una ghoul che lavora all'Anteiku, un bar che si rivela un rifugio per ghoul dove possono ottenere cibo senza cacciare. Touka costringe Kaneki a mangiare e lo porta all'Anteiku.

#### Arco di Nishio
Qualche giorno dopo, all'università, Hide convince Kaneki ad accompagnarlo a casa del suo senpai, che si rivela essere Nishio. Con un pretesto, Nishio li conduce in un vicolo, tramortisce Hide e attacca Kaneki, inizialmente in difficoltà. Tuttavia, quando Nishio minaccia Hide, Kaneki rilascia per la prima volta il suo Kagune, sconfiggendo gravemente l'avversario. Subito dopo, la fame spinge Kaneki a tentare di divorare Hide, ma viene fermato da Touka, che lo porta all'Anteiku. Lì, Yoshimura offre a Kaneki un lavoro per integrarlo nella comunità ghoul della ventesima circoscrizione.

#### Arco dell'Emergenza dei Colombi
Poco dopo l'assunzione di Kaneki all'Anteiku, Ryouko e Hinami Fueguchi cercano protezione dai "colombi" (CCG), spingendo Yoshimura a mettere in guardia Kaneki sugli investigatori, tra cui i nuovi arrivati Mado e Amon. Yoshimura ritiene che Kaneki necessiti di una maschera, che Uta gli fornisce all'HySy Artmask Studio, guadagnandosi il soprannome di "Benda sull'Occhio". Nel frattempo, Ryouko apprende della morte del marito. Mentre Yomo e Kaneki recuperano provviste (cadaveri di suicidi), incontrano Ryouko, che viene però scoperta da Amon. Il giorno dopo, Ryouko viene intercettata e uccisa da Mado e Amon per proteggere Hinami. Kaneki assiste impotente, ma porta in salvo Hinami. Touka, desiderosa di vendetta, attacca gli investigatori come "Rabbit", uccidendo Kusaba ma venendo ferita da Mado e costretta a fuggire. Kaneki decide di aiutarla ad allenare il suo Kagune. Insieme, cercano di depistare la CCG riguardo a Hinami, ma Mado si insospettisce di Kaneki. Hinami, venuta a sapere delle azioni di Touka, scappa e cade nella trappola di Mado. Touka affronta Mado, mentre Kaneki tiene occupato Amon. Kaneki rompe la Quinque di Amon, implorandolo di fuggire. Touka viene sconfitta da Mado, ma Hinami libera il suo Kagune ibrido e sconfigge l'investigatore, rifiutandosi però di ucciderlo. Touka lo uccide per proteggere Hinami. Yomo recupera Kaneki e li porta tutti all'Anteiku. Amon trova il corpo di Mado. Al funerale vengono presentati importanti investigatori come Arima, Marude e Shinohara.

#### Arco di Gourmet
Poco dopo lo scontro con gli investigatori, all'Anteiku arriva Shuu Tsukiyama, il famigerato "Gourmet". Tsukiyama si interessa subito a Kaneki, suscitando l'allerta di Touka. Nonostante ciò, i due si incontrano all'università, scoprendo una passione comune per Sen Takatsuki e accordandosi per un caffè. Tornato all'Anteiku, Yomo porta Kaneki all'"Helter Skelter", dove conosce Itori, che gli rivela l'esistenza di altri mezzi-ghoul e la verità sull'omicidio di Rize, in cui Kaneki era l'esca. Itori promette informazioni sul Ristorante del Gourmet in cambio di dettagli sul locale. Durante la sua ricerca, Kaneki salva Nishio da ghoul cannibali, sfruttando la sua reputazione di assassino di Mado, e lo riporta dalla sua ragazza umana, Kimi. All'incontro con Tsukiyama, Kaneki scopre l'ossessione del Gourmet per il suo sangue. Tsukiyama lo invita al suo club, ma Kaneki accetta con sospetto per ottenere informazioni per Itori. Tuttavia, viene ingannato: la cena prevede lui come portata principale. Durante uno scontro con il macellaio del club, Kaneki mostra il Sekigan, spingendo Tsukiyama, possessivo nei suoi confronti, a salvarlo. Successivamente, Kimi chiede aiuto a Kaneki per le ferite di Nishio. Mentre torna a casa, viene rapita da Tsukiyama, che attira Kaneki all'Anteiku con una lettera. Nishio, preoccupato, si unisce a Kaneki. Scoprono il piano di Tsukiyama: mangiare Kaneki mentre questi mangia Kimi. Nello scontro che segue, entrambi vengono sconfitti, ma Touka, che li aveva seguiti, interviene, ferendo Tsukiyama prima di essere temporaneamente sconfitta. Dopo un ultimo tentativo di Nishio, Tsukiyama spiega il legame tra Kagune e cibo. Kaneki, intuendo la soluzione, si fa mordere da Touka, potenziandola per sconfiggere Tsukiyama. Sconfitto il Gourmet, Touka vuole uccidere Kimi, ma Kaneki e Nishio si oppongono. Al risveglio di Kimi, la sua reazione positiva al Kagune di Touka la convince a lasciarla andare. Da quel momento, Nishio inizia a lavorare all'Anteiku come barista, diventando un alleato di Kaneki.

#### Arco di Aogiri / Battaglia dell'11^ circoscrizione
Dopo la morte di Mado, Amon è ossessionato dal caso "Rabbit", ma lo rifiuta. Kaneki rivela a Itori i suoi incontri con Tsukiyama; Itori gli dice che "Rize Kamishiro" potrebbe essere un'identità falsa, suggerendogli di indagare sul suo passato. Kaneki viene borseggiato da Jūzō Suzuya, nuovo partner di Shinohara. La CCG invia una task force nell'11^ circoscrizione, controllata dai ghoul. Banjō, un ghoul innamorato di Rize, arriva all'Anteiku, avvertendo che l'Albero di Aogiri, guidato dal "Re con il Sekigan", la sta cercando. Ayato Kirishima, fratello di Touka e generale di Aogiri, irrompe con Yamori ("Jason") e Nico. Nico nota la somiglianza dell'odore di Kaneki con quello di Rize, e Kaneki viene rapito da Aogiri. Al cospetto dei generali di Aogiri, viene menzionato il dottor Kanō, suggerendo che la trasformazione di Kaneki non sia stata casuale. Giudicato inutile, viene affidato ad Ayato. Kaneki, Banjō e il suo gruppo tentano di fuggire, ma vengono intercettati da Yamori, Nico e i Fratelli Bin. Yamori risparmia gli altri se Kaneki lo segue, e gli altri vengono imprigionati. Per 10 giorni, Yamori tortura brutalmente Kaneki, sfruttando la sua rigenerazione. La CCG, guidata da Marude, organizza un'operazione nell'11^ circoscrizione, reclutando Amon (che riceve una Quinque di Mado), Shinohara e Suzuya. All'Anteiku, decidono di salvare Kaneki, con Yoshimura che si allea riluttante con Tsukiyama. Uta e Itori si uniscono alla missione. Yamori costringe Kaneki a scegliere chi dei compagni di Banjō debba morire, uccidendoli entrambi per la sua indecisione. Durante l'assenza di Yamori, Kaneki ha una visione di Rize e accetta la sua natura di ghoul, trasformando il suo aspetto e i suoi capelli in bianchi. La CCG attacca il quartier generale di Aogiri. Suzuya apre la strada. Yamori tenta di divorare Kaneki, ma viene sconfitto e divorato dal ragazzo, che ne assorbe i Kakuhou. I ghoul dell'Anteiku si infiltrano. Irimi e Hinami raccolgono informazioni, mentre Yomo e gli altri cercano Kaneki. Yoshimura si separa dal gruppo. Nishiki e Touka incontrano Ayato. Kaneki salva Touka da Ayato, sconfiggendolo e risparmiandolo. Noro recupera Ayato ferito. Yomo, Uta e Tsukiyama affrontano brevemente Noro, che fugge con Ayato. Shinohara e Kuroiwa affrontano Yoshimura, trasformatosi nel Gufo con il Sekigan. Marude ordina di evacuare gli agenti non necessari. Lo scontro è duro, ma le Quinque "Arata" degli investigatori iniziano a danneggiarli. Amon sconfigge i Fratelli Bin e vede Kaneki allontanarsi. Suzuya nota Kaneki e inizia a sospettare. A causa del malfunzionamento delle Arata, gli investigatori si ritirano, e Yoshimura fa lo stesso, con Kaneki in salvo. Marude riceve il rapporto: la maggior parte di Aogiri è stata eliminata. Tuttavia, una chiamata di Arima rivela che l'attacco all'11^ circoscrizione era una diversivo per assaltare Cochlea. Tatara ed Eto sono sul posto. Il gruppo di Kaneki si riunisce. Kaneki decide di non tornare all'Anteiku, unendosi a Banjō e Tsukiyama, avvertendo quest'ultimo. Rifiuta di farsi accompagnare da Nishio e Touka per proteggerli.

#### Arco Post-Aogiri / Time Skip
Sei mesi dopo l'operazione nell'11ª circoscrizione, Suzuya e Amon vengono promossi; Amon ha come nuova partner Akira Mado, figlia del defunto Kureo, e vengono assegnati alla 20ª circoscrizione. Suzuya riceve la sua prima Quinque, ricavata dal Kagune di Yamori. Hide lavora part-time per la CCG come assistente di Amon e Akira. All'Anteiku, Touka si concentra sugli studi ed è sostituita da Roma Hoito. Amon visita il suo padre adottivo ghoul, Donato Porpora, che gli dà un criptico consiglio. Kaneki vive nella 6ª circoscrizione con il suo gruppo, cercando informazioni su Masataka Kamishiro ("Shachi"), un ghoul fuggito da Cochlea che potrebbe sapere qualcosa su Rize e Kano. Attaccano Madam A. al ristorante di Tsukiyama per catturarla, ma falliscono a causa dell'intervento delle gemelle ghoul con il Sekigan, Nashiro e Kurona Yasuhisa. Kaneki nota che le gemelle hanno il suo stesso Kagune, sospettando che Kano stia creando altri ghoul artificiali con Rize. Kaneki torna da Itori per una lista dei fuggitivi di Cochlea, scoprendo solo che Kano lavorava come medico legale per la CCG. Nico rivela a Kaneki che Rize e Kano sono importanti per Aogiri e gli svela l'esistenza del "Re con il Sekigan", proveniente dalla 24ª circoscrizione. Itori menziona attacchi alla CCG da parte di un ghoul con maschera da coniglio nero. Banjō convince Kaneki a tornare nella 20ª circoscrizione per verificare se Touka sia il "coniglio nero" e per visitare la clinica di Kano. Hinami li accompagna. Kaneki non crede che Touka sia coinvolta e le lascia un portafortuna tramite Yoriko. Alla clinica, l'infermiera Taguchi mente su Kano. Kaneki scopre che la CCG, grazie a Hide, sta indagando su Kano e su di lui. Kaneki e il suo gruppo tentano di rapire Taguchi, ma vengono fermati da Naki e Shachi di Aogiri, che rapiscono l'infermiera. Kaneki riesce invece a rapire Madam A. Shinohara e Suzuya interrogano Yoshimura all'Anteiku su Kaneki, che cerca di depistarli. Shinohara nutre sospetti. Akira e Hide identificano un edificio di Kano fuori città. Anche Aogiri e Kaneki, dopo aver interrogato Taguchi e Madam A., individuano lo stesso luogo.

## Terminologia
- Colombe: il nome con cui vengono chiamati gli investigatori della CCG, detti anche "uomini con la valigetta". Sono agenti della CCG che si occupano di particolari casi di ghoul. Sono armati con dei Quinque che tengono nascosti nelle loro valigette.
- Quinque: sono le armi utilizzate dai Colombi per combattere i ghoul. Vengono ricavate dai Kagune dei ghoul sconfitti, i quali vengono asportati e sottoposti a determinate lavorazioni dal reparto tecnico della CCG, in modo tale da poterle conservare e utilizzare. Sono nascoste nelle valigette che caratterizzano i Colombi. Alcune Quinque mantengono la forma e i poteri del Kagune originale, con l'aggiunta di un'impugnatura ad uso degli agenti, mentre altre vengono totalmente trasformate in armi umane. Spesso si tratta di armi bianche, come spade, coltelli e falci, ma esistono anche Quinque con la forma di armi da fuoco.
- Kagune: è l'organo predatorio dei ghoul e viene utilizzato da questi ultimi come arma, per proteggersi o per cacciare le prede. Di solito è rosso come il sangue (anche se nell'anime i colori vengono cambiati per distinguere il kagune di ogni individuo). Una volta che viene liberato, il kagune è in grado di rafforzare il fisico di un ghoul accrescendone resistenza e agilità. Il kagune è composto da cellule Rc, che vengono rilasciate perforando la pelle, dandone così forma. Il kagune può essere rafforzato o indebolito a piacimento dal ghoul. Ci sono quattro tipi di kagune:

1. Ukaku: si sviluppa nella zona delle spalle e assomiglia a delle ali, specializzato negli attacchi ad alta velocità. Questo kagune è leggero e per attaccare si può cristallizzare in modo da utilizzarlo come proiettili, anche se, durante questa fase, a causa del suo irrigidimento, non può essere utilizzato per attacchi a corto raggio. Questo Kagune può essere utilizzato anche come scudo ed alcuni ghoul sono in grado di plasmarlo facendolo diventare una lama. In generale, i ghoul che possiedono questo tipo di Kagune sono in grado di porre fine ad una battaglia in poco tempo a discapito però della loro resistenza, che diminuisce a causa del troppo rilascio di cellule Rc.
2. Koukaku: si sviluppa sotto la scapola grazie ad un'elevata concentrazione di cellule Rc. È pesante ed estremamente robusto e quindi è particolarmente adatto per difendersi. Normalmente ha una forma simile a quella di uno scudo con una punta appuntita o un'armatura, ma può essere modellato per creare delle vere e proprie armi da mischia come martelli, trapani o lame. A causa del suo eccessivo peso questo kagune è difficile da controllare.
3. Rinkaku: si sviluppa intorno alla vita e assomiglia a dei tentacoli. I ghoul che possiedono questo kagune hanno eccellenti capacità rigenerative e sono dotati di una maggiore forza rispetto agli altri. Questa potente capacità rigenerativa è data dal posizionamento delle cellule Rc che risultano più liquide in confronto a quelle degli altri ghoul. A causa però del legame debole tra le cellule Rc questo kagune è facile da rompere.
4. Bikaku: assomiglia ad una coda e si sviluppa nella zona del coccige. È utile negli attacchi a media distanza ed è equilibrato in velocità, forza e resistenza.

- Kakuhou: è l’organo presente nei ghoul che immagazzina le cellule Rc e permette di estrarre il kagune.
- Kakuja: sono i cosiddetti ghoul cannibali, ovvero ghoul che mangiano anche i loro simili o solo loro. I Kakuja sono enormemente più forti dei normali ghoul e anche il loro kagune si potenzia diventando più forte e con caratteristiche diverse dalla precedente versione.
- Kakugan: gli occhi tipici dei ghoul, caratterizzati dalla sclera nera e l'iride rossa. Normalmente i ghoul sono in grado di controllarne l'aspetto, rendendoli uguali a degli occhi umani, in modo da mimetizzarsi nella società. Tuttavia, in situazioni di estrema fame, i ghoul perdono questa capacità, diventando facilmente riconoscibili da chiunque.
- Sekigan: singolo Kakugan, tipico dei ghoul artificiali o ibridi, come Kaneki e Eto. È identico in tutto e per tutto al Kakugan, con la differenza che si presenta su un solo occhio, mentre l'altro rimane umano.

## Personaggi
Ken Kaneki (金木 研?, Kaneki Ken) / Haise Sasaki (佐々木 琲世?, Sasaki Haise)
Doppiato da: Natsuki Hanae (ed. giapponese), Manuel Meli (ed. italiana)
Il protagonista della serie. È un normalissimo studente universitario amante della letteratura, nato il 20 dicembre, che ha una cotta per Rize. Dopo essere stato vittima di un incidente, diventa metà ghoul, e con l'aiuto di Yoshimura e Touka inizia a lavorare come cameriere all'Anteiku. Frequentando i ghoul, riconsidera la posizione che dovrebbe ricoprire nel mondo. La sua maschera gli è stata fatta su misura da Uta per coprire l'occhio destro, che per l'appunto non presenta mai l'iride rossa su bulbo nero per via della sua natura a metà tra ghoul ed essere umano; per questo motivo il suo soprannome presso la CCG è "Benda sull'occhio". Accetta la sua natura di Ghoul completamente solo dopo essere stato torturato per 10 giorni da Jason. Dopo un breve combattimento avrà la meglio su quest'ultimo e si nutrirà del suo kagune. Dopo che mostra la sua natura di Kakuja, gli viene affibbiato anche il soprannome di "Centipede", per la somiglianza della sua kagune con la scolopendra. In Tokyo Ghoul:re, assume l'identità dell'investigatore di ghoul di prima classe Haise Sasaki, ed opera sia come mentore della Quinx Squad sia come membro del team Mado. Erediterà il titolo di re da un occhio solo da Kisho Arima, dopo averlo sconfitto. Dopo il ritorno al re, Touka dichiara i suoi sentimenti a Kaneki che la ricambierà. Si sposeranno nelle profondità della ventiquattresima circoscrizione. Alla fine della storia avranno una bambina mentre Touka è nuovamente incinta. Il suo kagune è di tipo Rinkaku.

### Anteiku
Kuzen Yoshimura (芳村 功善?, Yoshimura Kuzen)
Doppiato da: Takayuki Sugō (ed. giapponese), Bruno Alessandro (ed. italiana)
Il proprietario dell'Anteiku, particolarmente noto per via del suo ottimo caffè. Sostiene Ken nel periodo in cui si sente distrutto per la sua trasformazione in metà ghoul. Di solito è calmo e affidabile, sa valutare la situazione con lucidità e imporre il suo giudizio. Più tardi si rivela essere il Gufo, un ghoul Kakuja estremamente forte che in passato si era innamorato di un'umana insieme alla quale aveva avuto una figlia. Dopo la battaglia per l'annientamento del Gufo, viene utilizzato dalla figlia Eto come donatore di Kakuhou per la creazione di ghoul artificiali. Il suo kagune era di tipo Ukaku come la figlia.
Touka Kirishima (霧嶋 董香?, Kirishima Tōka)
Doppiata da: Sora Amamiya (ed. giapponese), Ludovica Bebi (ed. italiana)
Una ghoul invidiosa degli esseri umani che all'inizio della serie si comporta in modo duro con Ken, ma che in seguito gli aprirà il suo cuore. Lavora anche lei come cameriera all'Anteiku e si comporta in maniera particolarmente protettiva nei confronti di Hinami, che considera quasi alla stregua di una sorella minore. Nonostante sia una ghoul, frequenta il liceo e la sua migliore amica è Yoriko, un'umana a cui vuole molto bene. Ha paura degli uccelli e viene soprannominata dai soldati della CCG "Rabbit" per via della sua maschera a forma di coniglio. Più tardi, si scopre avere un fratello minore di nome Ayato. In Tokyo Ghoul:re aprirà una caffetteria di nome :re gestita da lei e Yomo. Dopo il recupero della memoria di Ken e in seguito al ritorno del ragazzo dopo l'incoronazione, gli rivela i suoi sentimenti venendo ricambiata. Avranno una bambina di nome Ichika e alla fine della storia Touka sarà nuovamente incinta. Il suo kagune è di tipo Ukaku.
Nishiki Nishio (西尾 錦?, Nishio Nishiki)
Doppiato da: Shintarō Asanuma (ed. giapponese), Emiliano Reggente (ed. italiana)
Uno studente al secondo anno dell'università Kami, senpai di Ken. Pur comportandosi in maniera rude e scontrosa, è molto ligio al proprio dovere. Tradito dagli umani, che avevano causato la morte della sua sorella maggiore, Nishiki ha alle spalle un duro passato, tuttavia è fidanzato con una ragazza umana di nome Kimi che gli ha fatto ritrovare la felicità. Più tardi viene assunto anche lui come cameriere all'Anteiku. Il suo kagune è di tipo Bikaku.
Renji Yomo (四方 蓮示?, Yomo Renji)
Doppiato da: Yūichi Nakamura (ed. giapponese), Roberto Certomà (ed. italiana)
Un ghoul che, pur restando nell'ombra, offre il maggior sostegno all'Anteiku. Parla molto poco, ma a cominciare da Touka, ha conquistato la fiducia di tutti all'interno del personale dell'Anteiku. È molto forte nel combattimento corpo a corpo e infatti sarà lui a insegnare a Ken a combattere. Si scoprirà essere lo zio di Touka e Ayato.

### Famiglia Tsukiyama
Mirumo Tsukiyama (月山 観母?, Tsukiyama Mirumo)
Ghoul molto ricco ed eccentrico, ben conosciuto nella società dei ghoul. È il padre di Shuu Tsukiyama ed è presente all'Asta come uno dei migliori offerenti sotto l'alias di Croque Monsieur. A seguito dell'alleanza tra i Ghoul e la CCG per salvare Ken, dimostra le sue abilità in politica riuscendo a procurare i metal detector necessari a trovare Ken nel corpo del Drago, rivelando di aver dovuto pregare il primo ministro. (クロックムッシュ, Kurokku Musshu).
Shuu Tsukiyama (月山 習?, Tsukiyama Shū)
Doppiato da: Mamoru Miyano (ed. giapponese), Federico Di Pofi (ed. italiana)
Un ghoul esigente come nessun altro per quanto riguarda il cibo, che resta inebriato dall'aroma del sangue di Ken. La CCG gli ha affibbiato il soprannome di "Gourmet". Mentre parla, utilizza spesso termini francesi, inglesi e italiani. Dopo essere stato sconfitto da Touka, inizia a desistere dalla sua ossessione per Ken, e diviene alleato dei membri dell'Anteiku. In Tokyo Ghoul:re è inizialmente inattivo a causa di una malattia gli provoca una fame insaziabile, dalla quale poi guarisce dopo aver incontrato Haise Sasaki. Quando la CCG ordina ai suoi membri di sterminare la famiglia Tsukiyama, viene addormentato con un caffè dal padre affinché possa salvarsi, venendo infatti trasportato segretamente in una struttura di proprietà della sua famiglia. La sua fuga però attira l'attenzione di Matsuri Washo, il quale riesce facilmente a scoprire la sua posizione e dà inizio alla caccia per ucciderlo. Verso la fine della serie accetta di collaborare con la CCG, e aiuta gli investigatori nello scontro finale contro i ghoul schierati al fianco di Furuta. Il suo kagune è di tipo Koukaku ed è incredibilmente forte. La sua potenza è quasi alla pari di quella di Touka.
Kanae Von Rosewald  (カナエ フォン ロゼヴァルト?, Kanae fon Rozevaruto)
Doppiata da: Yū Kobayashi (ed. giapponese), Francesca Teresi (ed. italiana)
Nata come Karren von Rosewald (カレン フォン ロゼヴァルト?, Karen fon Rozevaruto) era una ghoul imparentata con Shuu Tsukishima tramite un ramo ghoul in Germania; divenne unica sopravvissuta e diventerà dipendente presso la Famiglia Tsukiyama. Nel tempo passato come domestica, per nascondere la sua vera identità è costretta a vestirsi da uomo, e a sottoporsi a duri allenamenti per il corpo, sviluppando al contempo dei sentimenti per Shuu. Quando quest'ultimo inizia a riprendersi dalla malattia sviluppa sentimenti di gelosia verso Ken, arrivando a cercare di ucciderlo pur di avere Shuu solo per sé. La sua gelosia la porterà a trovare la morte per mano di Haise Sasaki divenuto più spietato che mai dopo aver accettato di essere solo un sogno di Ken Kaneki.

Matsumae (松前?, Matsumae)
Doppiata da: Chie Nakamura (ed. giapponese), Mattea Serpelloni (ed. italiana)
Era una fidata dipendente della Famiglia Tsukiyama. Come copertura, era un'insegnante di Shuu Tsukiyama presso il liceo della Seinan Gakuin. Nella società umana, rivestiva il ruolo di direttore generale del Gruppo Tsukiyama.

### Pierrot
Uta (ウタ?, Uta)
Doppiato da: Takahiro Sakurai (ed. giapponese), Gabriele Lopez (ed. italiana)
Un ghoul che gestisce un negozio di maschere nel quarto distretto. A dispetto del suo look da punk, è un tipo molto particolare dal comportamento e dalla parlata delicati. È il creatore di tutte le maschere dello staff dell'Anteiku, quella di Ken inclusa, anche se per qualche ragione mostra da subito un maggiore interesse per quest'ultimo. Nel suo negozio, ogni tanto, entrano anche clienti umani. Come membro dei Pierrot e per via della maschera viene chiamato "No Face", in realtà questo soprannome gli è stato attribuito anche per la sua abilità di imitatore che lo rende un avversario temibile per chiunque. Nonostante l'apparenza amichevole, è in realtà un kakuja crudele e potente. Nella sua forma kakuja mostra infatti sei braccia extra che emergono dalla schiena. Durante la battaglia finale, affronta in combattimento il suo vecchio amico Yomo desideroso di divorarlo, finendo però impalato su un'antenna e fulminato dalla kagune di Renji, che però decide di non dargli il colpo di grazia, in nome della vecchia amicizia.
Itori (イトリ?, Itori)
Doppiata da: Ayahi Takagaki (ed. giapponese)
Una ghoul amica di vecchia data di Renji e Uta. Giovane donna attraente dai lunghi e ondulati capelli rossi, è la proprietaria dell'Helter Skelter, bar dove scambia informazioni sul mondo dei ghoul e su tutto ciò che è misterioso. Nonostante la sua apparente neutralità è una ghoul subdola e molto abile nel manipolare i più deboli usando le informazioni in suo possesso, riesce infatti a far credere ai ghoul membri di “Goat” che il drago in cui si è trasformato Kaneki sia uno strumento di vendetta contro gli umani. Il suo piano però fallisce a causa di Shuu che ricorda ai presenti gli ideali di Kaneki, riportandoli alla realtà. La sua maschera da ghoul è un clown senza naso, con un ghigno che rivela i denti aguzzi e il mento sporgente.
Nico (ニコ?, Niko)
Doppiato da: Kenjirō Tsuda (ed.giapponese), Alberto Caneva (ed. italiana)
Un ghoul omosessuale che nel corso della sua vita ha avuto a che fare con diverse organizzazioni e che fa parte dei Pierrot.
Roma Hoito (帆糸 ロマ?, Hoito Roma)
Doppiata da:Suzuko Mimori (ed. giapponese), Lucrezia Marricchi (ed. italiana)
È un ghoul membro dei Pierrot. Per un breve periodo di tempo è stata una cameriera dell'Anteiku. Sebbene appaia debole, è in realtà una ghoul di classe SSS, dotata di una kagune che costituisce un corpo secondario, simile a un mostro con l'aspetto di un pagliaccio. Alleata di Kanou e di Futura, inizialmente si scontra con Kurona e Nishiki, per poi sparire e ritornare quando Urie e il padre del suo amico Takeomi Kuroiwa si recano nell'ufficio del direttore Futura con l'obiettivo di contestare i metodi da lui adottati nella lotta ai ghoul. Qui ferisce l'investigatore speciale e tenta di divorare il giovane caposquadra dei Quinx, che però riesce a ferirla seriamente dall'interno e a neutralizzarla tagliandole la testa. A

### CCG
Kōtarō Amon (亜門 鋼太朗?, Amon Kōtarō)aschera e della sua
Doppiato da: Katsuyuki Konishi (ed. giapponese), Massimo Triggiani (ed. italiana)
Un giovane soldato della CCG molto promettente, laureatosi primo nel suo corso all'accademia. Non si risparmia in alcun modo pur di raggiungere il suo obiettivo, ovvero un mondo perfetto senza ghoul, tanto che lavora duramente ogni giorno per riuscire ad annientarli tutti, dal primo all'ultimo. Le sue convinzioni sui Ghoul e sul fatto che rendano sbagliato il mondo iniziano ad incrinarsi dopo il suo primo incontro con Ken Kaneki, nel quale, riporta solo una leggera ferita a una spalla, dovuta al fatto che Ken, perso il controllo del suo corpo, lo morde, e lo disarma distruggendogli la quinque, e implorandolo di fuggire affinché non diventi un assassino.
Sebbene Amon per orgoglio e per attaccamento al suo dovere di investigatore, è pronto anche a morire piuttosto che lasciare in vita un goul, rimane shokkato nel vedere il ghoul che l'ha ferito lievemente piangere nel tentativo di trattenersi dall'infliggergli ferite gravi.
Dopo la morte del suo mentore Kureo Mado, cercherà in ogni modo vendetta nei confronti di Rabbit, facendo coppia con Akira Madò, figlia del suo mentore.
Durante l'operazione per lo sterminino del Gufo, incontra ancora una volta Ken, impedendogli di andare ad aiutare il Gufo, e ingaggiando una feroce lotta con lui.
Nonostante Ken si dimostri riluttante all'idea di affrontarlo, mostrandosi anzi benevolo, proteggendo alcuni investigatori da un crollo, Amon per orgoglio, continua il combattimento, sfruttando una nuova quinque simile a quella che aveva quando ha incontrato quel Ghoul per la prima volta, ma molto più potente, fornitagli da Akira.
Lo scontro tra i due, termina in parità, entrambi rimangono feriti, e la nuova quinque di Amon finisce per rompersi, mentre Ken ferito e sanguinante prosegue, svenendo poco dopo.
Quando Eto scende in campo personalmente nella sua mostruosa forma Kakuja molto più potente di quella del padre, anche Tatara, Noro e altri ghoul appartenenti all'organizzazione chiamata “Albeo di Aogiri” scendono in campo e tendono un'imboscata ai membri della CCG ancora in piedi, Amon si rialza nonostante la ferita, e rivela al giovane Takizawa che non può morire in quel modo altrimenti il ghoul che lo ha risparmiato per ben due volte diventerebbe un assassino.
Nel tentativo di supportare Takizawa contro Tatara e Noro, viene ferito gravemente e sembra morire.
In Tokyo Ghoul:re si scopre che non è morto, nonostante lo scontro con Ken, ma che è stato catturato da Tatara, consegnato al folle Dr. Kanou affinché venga usato come cavia per i suoi esperimenti.
Kanou tralianta alcuni organi appartenenti al.ghoul Kuzen Yoshimura nel corpo di Amon, che però non accetta completamente il trapianto, facendo fatica a controllarsi, risultando solo come un prodotto difettoso.
A causa della sua nuova condizione, rimane nascosto agli occhi di coloro che un tempo erano suoi amici ma che se dovessero vederlo adesso, lo ucciderebbero senza pensarci.
Nonostante non sia più del tutto umano, continua a comportarsi come tale, agendo in segreto per aiutare la CCG nei momenti di difficoltà, e in particolare i membri della squadra Quinx e Akira Madò. Durante l'operazione per lo sterminio di Aogiri si rivela ad Akira che dimostra di essersi innamorata di lui, salvandolo da un attacco di Urie, finendo però col perdere il controllo della sua kagune, e assumendo la sua forma kakuja ché fatica a tenere sotto controllo, impazzendo e rischiando di uccidere tutti i presenti. Però a tornare in sé grazie a Saiko Yonebayashy, che lo riconosce come colui che l'aveva salvata quando stava per essere uccisa dai ghoul di Aogiri ingaggiati da Kanae.
Dopo che Akira si riprende, riesce finalmente a confrontarsi pacificamente con Ken, che gli rivela il motivo per il quale lui un tempo umano è disposto a fare di tutto per proteggere i ghoul. Grazie alle parole di Kenz Amon ritrova fiducia in sé stesso, e di non poter ignorare i suoi sentimenti per Akira alla quale si dichiara venendo ricambiato.
Quando Hide contatta sia lui che Akira chiedendo il loro aiuto per salvare Ken, aiuta gli altri Ghoul a collaborare con la CCG facendo capire al giovane investigatore Oui che la cosa più importante per un investigatore non è riuscire a sterminare i ghoul, ma è combattere per la pace.
Durante la battaglia finale contro i Pierrot alleati di V, affronta in combattimento il ghoul che lo aveva allevato da bambino, e verso il quale nutre ancora affetto, (Donato Porpora) riuscendo a sconfiggerlo una volta per tutte.
Hideyoshi Nagachika (永近 英良?, Nagachika Hideyoshi) / Hide (ヒデ?)
Doppiato da: Toshiyuki Toyonaga (da adulto) e Reina Ueda (da bambino) (ed. giapponese), Daniele Raffaeli (da adulto) e Giulio Bartolomei (da bambino) (ed. italiana)
Un amico d'infanzia di Ken che frequenta la sua stessa università. Apparentemente sempre allegro e superficiale, in realtà possiede uno straordinario spirito di osservazione: è infatti il primo ad accorgersi del cambiamento di Ken in metà ghoul. In seguito alla sparizione di Ken, entra a far parte della CCG per raccogliere segretamente sue notizie, ma dopo averlo trovato, perde conoscenza a causa di una ferita mortale. Ritorna in Tokyo Ghoul:re sotto le false sembianze del ghoul “Scarecrow” per riavvicinarsi a Kaneki. Una volta riuniti, Hide mostrerà il suo volto in parte mangiato da Kaneki stesso durante l’operazione per lo sterminio del Gufo.
Kureo Mado (真戸 呉緒?, Mado Kureo)
Doppiato da: Tōru Ōkawa (ed. giapponese), Stefano Santerini (ed. italiana)
Il partner di Amon, amante delle Quinque ha una buona conoscenza dei ghoul, approfondita in lunghi anni di esperienza, e il cui istinto innato, lo hanno reso col tempo un temibile avversario. Odia profondamente i ghoul, perché uno di loro è stato l'assassino di sua moglie. Mostra di avere una doppia personalità, apparendo impertinente ma educato verso i suoi compagni e i suoi superiori e brutalmente violento con i ghoul, al punto dal mostrare addirittura sadismo e provare piacere ne vedere i ghoul soffrire per mano sua. È fermamente convinto che tutti i ghoul siano uguali, ritenendoli mostri senza cuore che vivono solo per soddisfare il loro desiderio di carne umana. Nemmeno quando Touka cerca di fargli capire che non tutti i ghoul sono uguali, ma che sono costretti a mangiare gli esseri umani per sopravvivere, capisce che i ghoul cui dà la caccia non sono poi molto diversi dagli esseri umani. È solo davanti alla morte che capisce la verità ovvero che la vita ha senso anche per i ghoul, ma si rifuta di accettare la verità. Ha anche una figlia, che lo succederà come partner di Amon dopo la sua morte per mano di Touka.
Akira Mado (真戸 暁?, Mado Akira)
Doppiata da: Asami Seto (ed. giapponese), Elena Perino (ed. italiana)
Figlia di Kureo Mado e un investigatore come lui. È diventata la partner di Amon dopo la morte di suo padre. È una donna intelligente e sembra essere sempre seria sul lavoro e sulla sua routine quotidiana in generale. Come suo padre ha un forte istinto per determinare ciò che sta accadendo intorno a lei sul campo. Dopo la scomparsa di Amon, diviene capo della squadra di Haise e il sorvegliante della squadra Quinx. Sebbene le sia stato ordinato di interpretare il ruolo di figura materna nei confronti dell'investigatore mezo ghoul Haise Sasaki, la giovane donna finisce involontariamente per affezionarsi al ragazzo. Pur provando molto affetto per Haise, diviene fredda quando il ragazzo si avvicina alla ghoul Hinami, coinvolta nella morte di Kureo.
Durante l'operazione per lo sterminio di Aogiri, rimane ferita a causa di un attacco di Urie nel tentativo di proteggere Amon. Dopo quel evento rischia di morire a causa della ferita, ma viene salvata solo grazie ad un intervento effettuato dai medici di Taiwa Act, un'organizazione di umani che vede i ghoul come creature simili agli esseri umani da proteggere e tutelare fondata da Kimi Nishino, fidanzata di Nishiki. Durante il periodo di convalescenza, Touka la porta a fare un giro e le rivela di essere lei ghoul che ha ucciso Kureo Mado. Akira inizialmente odia la giovane, ma il suo odio scompare quando scopre che i ghoul perseguitati dal padre sono in realtà bambini molto simili agli esseri umani. Dopo quel momento Akira cade in una crisi esistenziale, non sapendo più dove andare ora che non le resta nemmeno l'odio, ma viene salvata da Amon che la invita a formare una coppia dichiarandole ancora una volta i suoi sentimenti e venendo ricambiato. Quando Hide contatta sia lei che Amon chiedendo il loro aiuto per salvare Ken, Akira inizialmente scettica, accetta e si reca con Amon e gli altri ghoul al quartier generale della CCG. Poco dopo queglli eventi, quando i membri di V e i ghoul alleati con essa attaccano la CCG combatte con ferocia sfruttando una delle ultime due quinque create per il padre, uccidendo molti nemici.
Juuzou Suzuya (鈴屋 什造?, Suzuya Jūzō)
Doppiato da: Rie Kugimiya (ed. giapponese), Fabrizio Valezano (ed. italiana)
Un ragazzo albino dalla personalità folle e infantile che presenta delle cuciture su tutto il corpo. È un soldato della CCG che combatte con una Quinque a forma di falce. Il suo vero nome è Rei Suzuya e da bambino fu rapito e cresciuto come un animale per fargli compiere spettacoli da circo, ovvero uccidere altre persone all'interno di un'arena per il divertimento di alcuni ghoul. Dopo essere stato salvato dai soldati della CCG, ha iniziato ad affezionarsi in particolar modo all'investigatore Shinohara, tanto da cadere in depressione quando questi, in seguito allo scontro con il Gufo, sfiora la morte perdendo una gamba r finendo in uno stato vegetativo. In Toyo Ghoul:re si scopre che è diventato un investigatore talmente abile da essere nominato leader di una squadra tutta sua, e sembra anche essersi ripreso dal suo stato vegetativo grazie alla profonda amicizia intrecciata con Haise. Durante l'operazione per la soppressione del ghoul chiamato Nut Craeker, che è anche la prima missione di Shirazu come caposquadra dei Quinx, riesce a uccidere Madame A, ovvero il ghoul che lo aveva allevato da bambino vendicandosi per tutto il dolore che gli era stato inflitto. Dopo il recupero della memoria da parte di anei e la conseguente comparsa di Haise sembra essere caduto in depressione e sfoga la sua solitudine nel lavoro, uccidendo quanti più ghoul possibile, ma non trovando la pace che cerca. Quando Furuta divenuto nuovo direttore della CCG lo nomina nuovo miglior investigatore per sostituire il defunto Kishou Arima, Juuzou rimane inorridito dai nuovi metodi usati dal nuovo direttore, e rivela a Urie che sarebbe felice se le cose rimanessero così come sono. Durante la missione per la soppressione di Haise, Juuzou è pronto anche ad uccidere il vecchio amico, ma quando vede i membri della sua squadra feriti ma non uccisi dai ghoul alleati di Kaneki si ferma, assistendo alla nascita del drago. Quando Furuta si dimette dopo che il drago si è scatenato, anche Juuzou capisce di essere stato silo usato, e quando i goul si presentano al quartier generale della CCG proponendo su richiesta di Hide Nagachika una collaborazione, è il primo che accetta la loro richiesta, e li aiuta anche durante la battaglia finale, avendo compreso che Haise e Kaneki sono la stessa persona. Alla fine di Tokyo Ghoul:re si riprende completamente dal suo stato vegetativo, riabbracciando l'investigatore speciale Shinohara che si è appena svegliato grazie alla cura effettuata con le cellule estratte dalla prole del drago.
Yukinori Shinohara (篠原 幸紀?, Shinohara Yukinori)
Doppiato da: Yutaka Nakano (ed. giapponese)
Un investigatore di classe speciale. È stato l'istruttore di Amon all'Accademia CCG e poi il mentore di Juzo. La sua Quinque è un grande coltello da macellaio chiamato Demon Yamada 1. Sopravvive nell'arco finale della seconda stagione, ma le sue ferite sono così gravi che finisce in uno stato vegetativo, dal quale si sveglia alla fine di Tokyo Ghoul:re.
Seido Takizawa (滝澤 政道?, Takizawa Seido)
Doppiato da: Shinnosuke Tachibana (ed. giapponese), Alessandro Campaiola (Tokyo Ghoul √A) e Alessandro Budroni (Tokyo Ghoul:re) (ed. italiana)
Un investigatore che era compagno di classe e rivale di Akira presso l'Accademia. Profondamente insicuro, litiga spesso con Akira o Juzo a causa delle loro capacità superiori. Ammira profondamente Amon, ma per la propria volontà di mettersi in mostra sfida anche gli ordini impostigli, finendo però in un'imboscata dai membri di Aogiri. È stato ferito a morte da Noro, e dichiarato deceduto. In Tokyo Ghoul: re ritorna come un importante antagonista dopo essere stato trasformato in un folle ghoul da un occhio solo da Kanou. Durante l'operazione per lo sterminio di Aogiri scende in campo insieme a Tatara che sfoggia la sua forma kakuja, ma decide di vendicarsi su quest'ultimo per tutto il dolore che Tatara gli ha inflitto insieme a Kanou, uccidendolo. Viene poi aggredito dai suoi ex compagni e salvato da Amon che lo invita a fuggire. Ricompare durante la battaglia finale contro V doe si schiera con i ghoul e la CCG uccidendo molti nemici. L'aspetto e la mentalità folle di Seido sono stati fatti per rispecchiare quelli di Kaneki, facendone una manifestazione di paure di Haise di ciò che potrebbe diventare un giorno se recuperasse i suoi ricordi.
Kishou Arima (有馬 貴将?, Arima Kishō)
Doppiato da: Daisuke Namikawa (ed. giapponese), Alessandro Campaiola (da giovane in Tokyo Ghoul: Jack) (ed. italiana)
È il famoso investigatore di classe speciale conosciuto come lo Shinigami della CCG (CCGの死神?, Shīshījī no Shinigami, lett. "il Dio della Morte della CCG"). Leader della squadra S3, non è mai stato battuto da alcun ghoul. Per sei anni è stato il partner di Take Hirako. Il suo grande talento e le sue capacità investigative hanno spinto molti investigatori, come Kōtarō Amon, ad ammirarlo e a seguirne le orme. Comunque, specialmente in passato, c'erano molte persone invidiose di lui. Alla fine di Tokyo Ghoul ha un primo scontro con Ken Kaneki che lo affronta con il solo desiderio di morire per potersi ricongiungere a Hide, sconfiggendo il ghoul come niente, ma restando impressionato dal fatto che il ragazzo sia riuscito a incrinare la sua quinque, e decidendo di risparmiarlo, pur infliggendogli due gravissime ferite al cranio e causandone la perdita della memoria. Riesce poi ad ottenere il diritto di possesso sul ragazzo. In Toyo Ghoul:re si scopre che dopo aver ottenuto il diritto di possesso sul ghoul sconfitto durante l'operazione di soppressione del Gufo lo ha rinominato Haise Sasaki e lo ha reso un investigatore di prima classe esperto nel combattimento corpo a corpo. Si scopre che non solo allena Haise personalmente come mentore, ma lo tratta con affetto, come se fosse figlio suo. Dopo che Ken Kaneki recupera la memoria e rende Haise un combattente serio e spietato, i due si affrontano un'ultima volta, e durante questo scontro Ken dimostra di aver sperato il suo maestro distruggendo la quinque creata dalla kagune del Gufo, e disarmandolo senza ucciderlo. Ciononostante Kishou è deciso a continuare lo scontro anche con la quinque distrutta, ma quando capisce che Ken non ha nessuna intenzione di ucciderlo, decide di suicidarsi usando la sua stessa quinque e rivelando al ragazzo che in realtà è un mezzosangue umano ghoul, molto simile agli esseri umani ma con una vita molto più breve, infatti, il suo occhio sinistro ha un glaucoma che lo ha quasi accecato. Si scoprirà essere il re da un occhio solo, titolo che passerà nelle mani di Kaneki alla sua morte.
È il protagonista del breve spin-off Tokyo Ghoul: Jack insieme a Taishi Fura.
Kosuke Hoji (法寺 項介?, Hoji Kosuke)
Doppiato da: Shō Hayami (ed. giapponese)
Un investigatore speciale e partner di Seido. Ha guadagnato una notevole fama per le sue imprese contro la Clown Gang, ed è stato reclutato per lavorare in Cina per qualche tempo. Durante questo periodo ha eliminato un importante gruppo cinese e ha guadagnato l'odio di Tatara uccidendo due suoi compagni.
Kuki Urie (瓜江 久生?, Urie Kuki)
Doppiato da: Kaito Ishikawa (ed. giapponese), Dimitri Winter (ed. italiana)
Un investigatore che era il comandante della squadra Quinx fino a quando non è stato sostituito con Shirazu. Urie spesso si mostra come un individuo imperturbabile, ma è avventato e vizioso quando si confronta contro i ghoul dato che li odia con una passione perché suo padre era un investigatore classe speciale responsabile della squadra S3, che ha ordinato ai suoi membri di ritirarsi mentre è rimasto per combattere il Gufo fino alla morte. Questo odio lo prova anche per Haise dopo che ha scoperto che si tratta di un mezzo ghoul invece di un Quinx. Tuttavia col tempo accetterà la natura di Kaneki, e comincerà a manifestare i suoi sentimenti verso Tooru Mutsuki.
Ginshi Shirazu (不知 吟士?, Shirazu Ginshi)
Doppiato da: Yūma Uchida (ed. giapponese), Stefano Broccoletti (ed. italiana)
Un investigatore e Leader della squadra Quinx. Come la maggior parte dei suoi compagni di squadra, Ginshi dimostra di avere grande rispetto per Haise. Tuttavia, questo non gli ha impedito di andare fuori del suo modo di eseguire le missioni senza il permesso di Haise, e così è costantemente visto che accompagna Urie in incarichi pericolosi senza supporto. Il suo motivo principale per entrare nella squadra Quinx è quello di ottenere soldi in fretta per la salute di sua sorella visto che è gravemente malata, ma la sua determinazione ad aiutare gli altri gli fa guadagnare il rispetto di Haise, al punto da nominarlo come nuovo leader. Morirà a seguito delle ferite inflitte durante lo scontro contro Noro di Aogiri.
Tooru Mutsuki (六月 透?, Mutsuki Tōru)
Doppiata da: Natsumi Fujiwara (ed. giapponese), Mattea Serpelloni (ed. italiana)
Un'investigatrice che, dopo aver perso la sua famiglia a causa dei ghoul (successivamente si scoprirà in realtà che fu lei ad uccidere i suoi genitori), chiede alla CCG di lasciarla vivere come un uomo, quindi non si sa se Tooru è il suo nome reale o uno pseudonimo. Tooru fatica a tenere il suo unico occhio kakugan sotto controllo e ha un caso ricorrente di anemia. Ironia della sorte, si sente debole quando entra in contatto con il sangue. Nonostante ciò, lei è il membro più diligente e affidabile della squadra. In seguito alle torture di Torso, analogamente a ciò che divenne Ken dopo la tortura di Jason, divenne più violenta e senza scrupoli, sviluppando anch'essa lo sbiancamento dei capelli. Diventerà sempre più aggressiva appoggiandosi ai suoi sentimenti per l'ormai svanito Haise, venendo manipolata da Furuta che le affida il comando di un gruppo di investigatori simili ai Quinx (gli Oggiai) con il solo scopo di trasformare Ken Kaneki nel drago. La sua gelosia nei confronti di Touka svanisce dopo aver compreso di essere stata manipolata, abbandonandosi ai sensi di colpa, e desiderosa di suicidarsi per trovare conforto, iniziando a riprendersi solo verso la fine dell'opera, quando comprende che anche se il suo mentore non la ama le è comunque affezionato, così come lo sono i membri della squadra Quinx, iniziando così a sviluppare dei sentimenti verso l'amico Kuki Urie, e riuscendo infine a ritrovare il senno.
Saiko Yonebayashi (米林 才子?, Yonebayashi Saiko)
Doppiata da: Ayane Sakura (ed. giapponese), Annalisa Usai (ed. italiana)
È un'investigatrice che detesta dover lavorare, e preferisce avere una vita tranquilla e spensierata tra videogiochi e mangiare cibo spazzatura. Spesso dorme così tanto da assentarsi dalla maggior parte delle missioni. Sembra avere una forte kagune che non usa spesso dato che è "logora".
Koori Ui (宇井 郡?, Ui Kōri)
Doppiato da: Keisuke Oda (ed. giapponese)
È un investigatore di classe speciale che in passato è stato pupillo di Kishou Arima. Lavorava in coppia con Harui Ihei.
Kiyoko Aura (安浦 清子?, Aura Kiyoko)
Doppiata da: Chinatsu Akasaki (ed. giapponese)
Mougan Tanakamura (田中丸 望元?, Tanakamaru Mōgan)
Doppiato da: Tsuyoshi Koyama (ed. giapponese)
Ippei Kusaba (?, Kusaba Ippei)
Doppiato da: Tomoya Maeno (ed. giapponese), Francesco Trifilio (ed. italiana)
È un investigatore di terza classe che viene ucciso da "Rabbit"; ovvero Touka Kirishima mascherata.
Harui Ihei (伊丙 入?, Ihei Hairu)
Doppiata da: Akira Sekine (ed. giapponese)
Compare a partire da Tokyo Ghoul:re. È un'investigatrice di prima categoria dai capelli rosa, partner dell'investigatore speciale Koori. Viene uccisa da Matsumae durante l'operazione per la distruzione del clan Tsukiyama.
Shiki Kijima (キジマ式?, Kijima Shiki)
Doppiato da: Nobu Tobita (ed. giapponese)
Un tempo Shiki era un interrogatore della prigione di Coclea. Durante l'Incidente Jail tutti i suoi compagni vennero massacrati, mentre lui fu ferito mortalmente e lasciato sfigurato. Riuscì a sopravvivere, ma il corpo, a causa delle cuciture, divenne paffuto e irriconoscibile. La sua Quinque ha la forma di una motosega ed è stata progettata per catturare i ghoul.
Compare nel videogioco Tokyo Ghoul: Jail, dove si viene a sapere che il responsabile dell'incidente Jail è per l'appunto un ghoul chiamato Jail.

### Albero di Aogiri
Eto Yoshimura (芳村 エト?, Yoshimura Eto)
Doppiata da: Maaya Sakamoto (ed. giapponese), Francesca Rinaldi (ed. italiana)
La principale antagonista della serie. Misteriosa e infantile è la fondatrice e leader di Aogiri. È un ghoul con il sekigan naturale in quanto figlia per metà ghoul e metà umana di Yoshimura e della sua compagna Ukina. È il famigerato ghoul conosciuto come "il Gufo da un occhio solo" che, a differenza del padre, può trasformarsi ulteriormente assumendo sembianze più mostruose. Quando non lavora con Aogiri vive con l'identità umana di Sen Takatsuki (高槻 Takatsuki Sen), autrice dei romanzi horror preferiti di Kaneki. La sua kagune è di tipo Ukaku. Il suo compleanno cade il 1 dicembre.
Tatara (タタラ?) / Zhū Lú (朱 鑪?, Shu Rū)
Doppiato da: Kōji Yusa (ed. giapponese)
Il secondo in comando di Aogiri, un ghoul crudele e astuto con ex legami con un gruppo di ghoul conosciuti come Chi ha Lian, originari della Cina continentale. Morirà per mano di Seidou.
Noro (ノロ?) / Noroi (ノロイ?)
Doppiato da: Kenji Hamada (ed. giapponese), Massimo Aresu (ed. italiana)
Uno strano ghoul noto per il suo enorme appetito e il silenzio assoluto, è quasi sempre in compagnia di Tatara. A differenza degli altri ghoul, Noro possiede un livello di rigenerazione più rapido del normale, tanto da riprendersi anche quando viene tagliato in due. La sua kagune è di tipo Bikaku ma assomiglia ad enormi bocche con le quali divora le sue prede. Morirà dopo lo scontro contro i Quinx, indebolito da Shirazu e ucciso definitivamente da Urie.
Ayato Kirishima (霧嶋 絢都?, Kirishima Ayato)
Doppiato da: Yūki Kaji (ed. giapponese), Luca Mannocci (ed. italiana)
Giovane esecutore di Aogiri, Ayato è il fratello minore di Touka. È un adolescente turbato e ribelle, che risente della scelta della sorella di vivere tra gli umani. Tuttavia, Ken suggerisce che la sua vera ragione per essersi unito a Aogiri è quella di proteggere la sorella da lontano. Più avanti nella serie, egli adotta l'identità di "Black Rabbit" e si prende il merito per i crimini di sua sorella. Inoltre diventa partner di Hinami dopo che si unisce all'organizzazione e se ne prende cura. La sua kagune è di tipo Ukaku.

### Completi Bianchi
Yakumo Oomori (大守 八雲?, Ōmori Yakumo) / Jason (ジェイソン?)
Doppiato da: Rintaro Nishi (ed.giapponese), Fabrizio Russotto (ed. italiana)
Un esecutore squilibrato di Aogiri, soprannominato "Jason" per la sua maschera da hockey che rimanda al serial killer Jason Voorhees, differenziandosi da quest'ultimo per l'arma che usa: delle tenaglie chirurgiche. Anche noto come "Yamori" (ヤモリ? lett. "Geco"), un tempo venne imprigionato dalla CCG, venendo torturato dal suo carceriere fino alla follia, sviluppando un amore per torturare gli altri. Era tra i più temuti Kakuja conosciuti, in quanto catturava gli altri ghoul, li torturava per poi divorarseli. Jason con un espediente riesce a catturare Ken: secondo un falso accordo, se Ken si fosse consegnato nelle sue mani, avrebbe risparmiato degli ostaggi; arrivati al quartier generale segreto di Aogiri comincia a torturarlo per dieci giorni di fila, sia con un siero che impediva la durezza del corpo dei ghoul su qualsiasi arma comune, sia con una scolopendra. Dopo che Ken si liberò dalle catene lo sconfigge in un combattimento e divora la sua kagune prima di lasciarlo morire. È stato poi trovato e ucciso da Juzo Suzuya, e trasformato nella sua Quinque," Jason". La sua kagune è di tipo Rinkaku e si manifesterà come la seconda kagune rinkaku di Kaneki. Era il capo dei Completi Bianchi ruolo che ha passato a Naki.
Naki (ナキ?)
Doppiato da: Hiro Shimono (ed. giapponese), Ivan Andreani (ed. italiana)
Un membro di Aogiri, che serviva come braccio destro di Yamori. È emotivamente instabile ed estremamente infantile, con totale devozione al suo defunto capo. Nel seguito, è diventato un dirigente di Aogiri e capo dei Completi Bianchi. La sua kagune è di tipo Koukaku. In seguito sposerà Miza Kusakari da cui avrà sei figli e tre figlie: Nage, Nagi, Shiroi, Sonki, Yanagi e Zei sono i figli mentre Marin, Mirei e Warai sono le figlie.

### Lame
Miza Kusakari (草刈 ミザ?, Kusakari Miza)
Doppiata da: Yumiri Hanamori (ed. giapponese), Chiara Sansone (ed. italiana)
Una ghoul nota anche come "Tre Lame". In azione è spesso in compagnia dei Completi Bianchi. È capitana delle Lame. In seguito sposerà Naki con cui avrà sei figli e tre figlie: Nage, Nagi, Shiroi, Sonki, Yanagi e Zei sono i figli mentre Marin, Mirei e Warai sono le figlie.

### Altri personaggi
Karao Saeki (冴木 空男?, Saeki Karao)
Doppiato da: Hiromichi Tezuka (ed. giapponese)
È membro e tassista di Aogiri, viene chiamato "Torso" dagli agenti della CCG dato che i corpi delle sue vittime erano tutte di ragazze giovani, e che ne lasciava soltanto il busto intatto, esportandone testa e arti. Da giovane, si innamorò di un'umana, la quale però venne uccisa e mangiata da suo padre, dal quale ereditò la violenza verso le sue prede. Morì per mano di Tooru Mutsuki, la quale dopo essere stata catturata e mutilata come altre sue vittime, riuscì a liberarsi, e lo uccise riducendo il suo corpo come fece su di lei e sulle altre sue vittime. Infatti venne ritrovato il suo cadavere da Kuki Urie, composto da soltanto il suo busto.
Rio Shikorae (凛央 死堪?, Shikorae Rio) / Jail (ジェイル?, Jeiru)
Doppiato da: Kenshō Ono (ed. giapponese)
Protagonista e Antagonista del videogioco Tokyo Ghoul: Jail, Rio è un ragazzo ghoul che è stato ingiustamente accusato di essere il responsabile dell'Incidente Jail, in cui vennero massacrati molti investigatori e che si scorprirà essere vero. Quando Aogiri attaccò la prigione di Coclea, Rio approfittò della confusione per fuggire. Vagando per la città, è stato accolto dall'Anteiku e ha iniziato le sue ricerche sul ghoul responsabile del massacro degli investigatori e della sua incarcerazione: Jail. Dato che anche Ken è interessato a trovare Jail, i due collaboreranno molto spesso. Nel videogioco è possibile scegliere quale kagune fargli utilizzare cambiandogli anche l'aspetto della maschera. Oltre che da Rio e Shiki è ricercato da Ken Kaneki per motivi sconosciuti.
Big Madam (ビッグ マダム?, Biggu Madamu)
Doppiata da: Kimiko Saitō (ed. giapponese)
Ghoul di grande influenza e potere, che agiva attivamente nel mercato nero di traffico di umani. :Era da molto tempo ricercata dalla CCG. In passato, ha cresciuto Juuzou Suzuya come suo "animaletto da compagnia", abusando pesantemente di lui.
Kazuichi Banjō (万丈 数壱?, Banjō Kazuichi)
Doppiato da: Kentaro Itō (ed. giapponese)
E' l'ex leader dei ghoul della Circoscrizione 11. Solitamente è visto insieme a Ichimi, Jiro e Sante. Viene costretto a lavorare per l'Albero di Aogiri e quando riesce finalmente a scappare, si unisce con i suoi compagni al Gruppo di Kaneki. Aveva una cotta per Rize Kamishiro. In seguito si sposa con Jiro.
Ryōko Fueguchi (笛口 リョーコ?, Fueguchi Ryōko)
Doppiata da: Fumiko Orikasa (ed. giapponese), Roberta De Roberto (ed. italiana)
È la madre di Hinami. È conosciuta nei file della CCG come Numero 723. È stata uccisa dall'Investigatore di Prima Classe Kureo Mado.
Hinami Fueguchi (笛口 雛実?, Fueguchi Hinami)
Doppiata da: Sumire Morohoshi (ed. giapponese), Vittoria Bartolomei (ed. italiana)
Una ghoul rimasta orfana che viene ospitata all'Anteiku. Inizialmente non si fida di Ken a causa del suo peculiare odore, ma dopo che il ragazzo le insegna a leggere e a scrivere, si appassiona alla letteratura e gli si affeziona come a un fratello maggiore. Pur sembrando molto forte per la sua età, Hinami odia combattere e dimostra più volte una spiccata sensibilità. Molto affezionata anche a Touka, la supporta come può nel suo rapporto con Ken. Il suo kagune è un incrocio tra Koukaku e Rinkaku, avendo assimilato entrambe le caratteristiche dei genitori per via ereditaria. Dopo il salto temporale, è uno dei capi delle associazioni interne di Aogiri. Verrà imprigionata a Cochlea, venendo liberata da Ken.
Souta Furuta Washuu (和修旧多 宗太?, Washū-Furuta Sōta)
Doppiato da: Daisuke Kishio (ed. giapponese), Francesco Sechi (ed. italiana)
È uno degli antagonisti principali di Tokyo Ghoul, ha collaborato con diverse organizzazioni ed è responsabile di alcuni degli eventi più importanti della storia. È il figlio illegittimo di Tsuneyoshi Washuu, Presidente della CCG, ed è un membro del ramo cadetto del Clan Washuu. È stato cresciuto nel Giardino per poi diventare un agente di V. Mentre lavorava come investigatore di Ghoul di Primo Grado, si faceva chiamare Nimura Furuta (旧多 二福, Furuta Nimura). È stato il partner di Shiki Kijima e poi di Haise Sasaki, con il compito di tenerlo sotto osservazione per conto di V.
Rize Kamishiro (神代 利世?, Kamishiro Rize)
Doppiata da: Kana Hanazawa (ed. giapponese), Eleonora Reti (ed. italiana)
La causa del cambiamento di vita di Kaneki. Nel ventesimo distretto era nota con il soprannome di "Ingorda" per via della sua fame insaziabile di esseri umani, in particolar modo di maschi. Era molto conosciuta tra i ghoul per via del suo potentissimo kagune. Morta a causa di un incidente, i suoi organi interni vengono trapiantati a Ken. Di tanto in tanto appare davanti a Ken sotto forma di "fantasma" per spingerlo a lasciarsi andare alla sua nuova natura. Il suo kagune era di tipo Rinkaku. In Tokyo Ghoul:re il suo corpo viene utilizzato per fabbricare nuovi mezzi ghoul dal professor Kano e successivamente da Furuta per creare gli Oggai.
Akihiro Kano (嘉納 明博?, Kanō Akihiro)
Doppiato da: Kenji Nomura (ed. giapponese)
Spesso chiamato Professor Kanou (嘉納教授?, Kanō-kyōju) era un medico al Policlinico Kanou. Si scopre che è il responsabile per aver trasformato Kaneki in un ghoul da un occhio solo artificiale. In seguito trasformerà in ghoul da un solo artificiale anche le sorelle Yasuhisa.
Kurona Yasuhisa (安久 黒奈?, Yasuhisa Kurona)
Doppiata da: Aoi Yūki (ed. giapponese), Monica Vulcano (ed. italiana)
È un ghoul con il sekigan artificiale che, con la gemella Nashiro, faceva da guardia del corpo a Madam A su ordine del professor Kanou.
Nashiro Yasuhisa (安久 奈白?, Yasuhisa Nashiro)
Doppiata da: Haruka Tomatsu (ed. giapponese), Giulia Franceschetti (ed. italiana)
È un ghoul con il sekigan artificiale che, con la gemella Kurona, faceva da guardia del corpo a Madam A su ordine del professor Kanou.

## Media

### Manga
Il manga, scritto e disegnato da Sui Ishida, è stato serializzato sulla rivista Weekly Young Jump di Shūeisha tra l'8 settembre 2011 e il 18 settembre 2014. Il primo volume tankōbon è stato messo in vendita il 17 febbraio 2012; il quattordicesimo e ultimo è stato pubblicato invece il 17 ottobre 2014 insieme a una collezione di illustrazioni intitolata Tokyo Ghoul: zakki (東京喰種 ［zakki］?, Tōkyō Gūru: zakki). In Italia i diritti sono stati acquistati da J-Pop, che ha dato inizio alla pubblicazione dei volumi nel novembre 2014 al Lucca Comics & Games 2014. Un prequel, intitolato Tokyo Ghoul: JACK (東京喰種 [JACK]?, Tōkyō Gūru [JACK]), è stato serializzato su Jump Live di Shūeisha tra agosto e settembre 2013. Un episodio OAV, basato sulla serie, è stato pubblicato nel 2015. Un sequel, intitolato Tokyo Ghoul:re (東京喰種:re?, Tōkyō Gūru:re) e acquistato in Italia sempre da J-Pop, è stato serializzato su Weekly Young Jump tra il 16 ottobre 2014 e il 5 luglio 2018. Tutti i sedici volumi tankōbon sono stati pubblicati in Giappone tra il 19 dicembre 2014 e il 19 luglio 2018. La storia è ambientata tre anni dopo la fine della serie originale e segue le vicende di Ken Kaneki sotto l'identità di Haise Sasaki.

### Light novel
Sono state create quattro light novel: Tokyo Ghoul: Hibi, Tokyo Ghoul: Void, Tokyo Ghoul: Sekijitsu e Tokyo Ghoul:re quest. Le quattro novel contengono diverse storie incentrate su diversi personaggi di Tokyo Ghoul. Gli autori sono Shin Towada e Sui Ishida. Sono pubblicate da Jump j Books. Le storie contenute nei romanzi possono essere considerate materiale canonico dell'universo di Tokyo Ghoul. Infatti l'autore del manga collabora alla loro creazione e personaggi e situazioni presenti nelle novel vengono talvolta citati anche nel manga o appaiono direttamente. Il 14 luglio 2016 J-Pop annuncia la trasposizione delle novel in Italia.
Nella prima light novel, Hibi (東京喰種-トーキョーグール-［日々?), nell'edizione ufficiale italiana Tokyo Ghoul: Days [Hibi], la maggior parte dei racconti ha luogo tra l'inizio del manga e prima dell'Arco di Aogiri, le altre sono ambientate nel passato (Fotografia). A ottobre viene venduta in anteprima insieme all'artbook Tokyo Ghoul: zakki a Lucca Comics & Games 2016. La pubblicazione a livello nazionale della novel e dell'artbook è il 23 novembre 2016.
Nella seconda novel, Void, in giapponese Tokyo Ghoul: Kuhaku (東京喰種-トーキョーグール-［空白?), in italiano Tokyo Ghoul: Spazio Vuoto, le storie in questa novel hanno luogo nei sei mesi di salto temporale (o "vuoto" temporale) che trascorrono dall'Arco Aogiri all'Assalto al laboratorio di Kanou.
Nella terza novel, Sekijitsu (東京喰種-トーキョーグール-［昔日?), in italiano Tokyo Ghoul: Vecchi Tempi e in inglese Tokyo Ghoul: Past, le storie hanno luogo prima degli eventi di Tokyo Ghoul.
La quarta ed ultima novel, quest (東京喰種：ｒｅ［ｑｕｅｓｔ］?, Tōkyō Gūru:re: quest), è ambientata durante gli eventi di Tokyo Ghoul:re.

### Anime

#### Tokyo Ghoul

Copertina del DVD box di Dynit

Un adattamento anime di dodici episodi, prodotto da Pierrot e diretto da Shuhei Morita, è andato in onda tra il 3 luglio e il 18 settembre 2014. Le sigle di apertura e chiusura sono rispettivamente Unravel di TK from Ling tosite sigure e Seijatachi (聖者たち? lett. "Santi") dei People in the Box. In Italia la serie è stata trasmessa in streaming in simulcast, sottotitolata in lingua italiana, da Dynit su Popcorn TV e VVVVID, mentre in America del Nord i diritti sono stati acquistati da Funimation. Tra il 23 dicembre 2014 e il 10 marzo 2015 la serie è stata poi caricata anche doppiata in italiano su VVVVID sempre da Dynit.
| Nº | Titolo italiano Giapponese 「Kanji」 - Rōmaji | Prima visione     | Prima visione    |
| Nº | Titolo italiano Giapponese 「Kanji」 - Rōmaji | Giapponese        | Italiano         |
| 1  | Tragedia 「悲劇」 - Higeki | 3 luglio 2014     | 23 dicembre 2014 |
| 1  | Kaneki esce insieme a Rize, una ragazza che gli piace, e i due scoprono di avere molte cose in comune. Tuttavia la ragazza è un ghoul e all'improvviso lo attacca per nutrirsi di lui. Prima che possa ucciderlo, però, un'impalcatura metallica crolla loro addosso, uccidendola e ferendo gravemente Kaneki. In seguito ad un intervento chirurgico il ragazzo scopre che qualcuno gli ha trapiantato gli organi di Rize e di essere diventato un ghoul per metà. |                   |                  |
| 2  | Solitudine 「孵化」 - Fuka | 10 luglio 2014    | 30 dicembre 2014 |
| 2  | Kaneki conosce Kouzen Yoshimura, proprietario di un bar di nome Anteiku, presso il quale lavorano alcuni ghoul che hanno deciso di vivere senza nuocere agli umani. Qui Kaneki apprende che l'unico alimento umano che i ghoul possono assumere senza provare disgusto è il caffè. Per nascondere il proprio occhio da ghoul, il ragazzo comincia a girare con una benda sull'occhio sinistro. Un giorno Kaneki accompagna il suo amico Hide a ritirare dei documenti da uno studente più grande di loro, Nishio Nishiki, il quale è a sua volta un ghoul che Kaneki aveva già incontrato. Questi attacca Hide per divorarlo e schernisce Kaneki, ma il ragazzo reagisce per impedire che il suo amico muoia e mette ko l'avversario usando per la prima volta la sua kagune. Preso dalla foga e dalla fame, Kaneki sta per gettarsi sul corpo svenuto di Hide ma viene fermato dall'arrivo di Touka Kirishima, che porta entrambi all'Anteiku. |                   |                  |
| 3  | Colomba 「白鳩」 - Shirohato | 17 luglio 2014    | 2 gennaio 2015   |
| 3  | All'Anteiku arrivano una madre e sua figlia, entrambe ghoul, che cercano protezione. Al quartier generale della CCG, l'organizzazione che si occupa di dare la caccia ai ghoul, si discute su un ghoul di nome Jason, il quale sembra essere legato alla morte della ghoul nota come l'"ingorda", ossia Rize. Il caso viene assegnato all'esperto Kureo Mado e al suo giovane partner Kotaro Amon. Yoshimura manda Touka e Kaneki al negozio di Uta, un ghoul ch confeziona maschere per evitare che i ghoul si facciano riconoscere dalle Colombe. Nel frattempo, il ragazzo comincia ad affezionarsi alla piccola Hinami. |                   |                  |
| 4  | Cena 「晩餐」 - Bansan | 24 luglio 2014    | 12 gennaio 2015  |
| 4  | All'Anteiku si presenta un tipo eccentrico di nome Shuu Tsukiyama, il quale sembra da subito interessato a Kaneki. Touka lo mette in guardia sul fatto che egli è il ghoul chiamato "Gourmet", uno dei predatori della ventesima circoscrizione, ma quando lo incontra nuovamente il ragazzo si lascia affascinare dai modi raffinati e accattivanti dell'uomo. Dopo che Kaneki si ferisce accidentalmente una mano, Tsukiyama resta ammaliato dal profumo del suo sangue e decide di divorarlo, attirandolo con l'inganno in una trappola. |                   |                  |
| 5  | Vestigia 「残痕」 - Zankon | 31 luglio 2014    | 20 gennaio 2015  |
| 5  | Tsukiyama rapisce Kimi Nishino, la fidanzata umana di Nishiki, per attirare Kaneki in una trappola. Infatti, Nishiki implora il ragazzo di aiutarlo a salvarla e, seguendo le indicazioni contenute in un biglietto spedito dallo stesso Tsukiyama, i due raggiungono una chiesa dove è tenuta prigioniera Kimi: Tsukiyama ha intenzione di farla divorare a Kaneki per poi divorarlo a sua volta. Nishiki ingaggia un combattimento contro di lui ma gli è nettamente inferiore, e viene ripetutamente colpito a sangue. Neanche l'arrivo di Touka, indebolita dall'aver mangiato del cibo umano preparato dalla sua migliore amica, è di aiuto contro Tsukiyama, fino a quando Kaneki non ha l'idea di farsi mordere da lei per farle recuperare le forze. |                   |                  |
| 6  | Acquazzone 「驟雨」 - Shūu | 7 agosto 2014     | 27 gennaio 2015  |
| 6  | Touka riesce finalmente a battere l'avversario, tuttavia è anche intenzionata a uccidere Kimi in quanto testimone del loro segreto, arrivando a ferire gravemente Nishiki che tenta di proteggerla. Tuttavia, quando la ragazza si dimostra meravigliata dalla sua kagune, Touka desiste da proprio proposito. All'Anteiku, Hinami e sua madre hanno un diverbio poiché la bambina vorrebbe rivedere suo padre, il quale nel frattempo è stato ricattato da Jason e poi ucciso da Kureo Mado. In seguito, madre e figlia vengono attirate in trappola dalle Colombe. |                   |                  |
| 7  | Prigionia 「幽囚」 - Yūshū | 14 agosto 2014    | 3 febbraio 2015  |
| 7  | La madre di Hinami viene uccisa da Mado sotto gli occhi della figlia, che viene tratta in salvo da Kaneki. Quando Touka viene a sapere dell'accaduto, accecata dalla rabbia, riveste i panni di "Rabbit", l'identità che assumeva in passato per uccidere gli esseri umani, e uccide un sottoposto di Kotaro Amon per poi ingaggiare un combattimento con lui. Privo della propria quinque, l'investigatore è sul punto di soccombere ma viene salvato da Mado che induce Touka alla fuga. Kaneki si reca da Uta per ritirare la propria nuova maschera, mentre sia Amon che Touka giurano vendetta. |                   |                  |
| 8  | Circolo 「円環」 - Enkan | 21 agosto 2014    | 10 febbraio 2015 |
| 9  | Gabbia per uccelli 「鳥籠」 - Torikago | 28 agosto 2014    | 17 febbraio 2015 |
| 10 | Aogiri 「青桐」 | 4 settembre 2014  | 24 febbraio 2015 |
| 10 | I membri dell'Anteiku vengono messi in guardia da alcuni ghoul dell'undicesima circoscrizione circa un'organizzazione chiamata Albero di Aogiri, i cui membri di lì a poco attaccano il locale: tra loro vi sono Ayato Kirishima, fratello di Touka, e Yakumo Oomori, ossia il famigerato Jason. Approfittando della temporanea assenza di Yoshimura e Yomo, sconfiggono facilmente Touka e gli altri e rapiscono Kaneki. Una volta venuto a sapere di quanto successo, Yoshimura convoca tutti i ghoul fedeli all'Anteiku per preparare il contrattacco e salvare Kaneki, incluso, a sorpresa, Shuu Tsukiyama. |                   |                  |
| 11 | Impeto 「衝天」 - Shōten | 11 settembre 2014 | 3 marzo 2015     |
| 11 | La CCG attacca in forze il quartier generale dell'Albero di Aogiri e i membri dell'Anteiku approfittano della situazione per infiltrarsi al suo interno. Mentre Touka deve vedersela con il fratello Ayato, Yomo, Uta e Gourmet affrontano Noro. La situazione si complica ulteriormente quando sul posto sopraggiunge un misterioso ghoul con un occhio solo, soprannominato "Gufo", che ingaggia battaglia con i membri più forti della CCG. |                   |                  |
| 12 | Ghoul 「喰種」 - Gūru | 18 settembre 2014 | 10 marzo 2015    |
| 12 | Stremato dalle torture di Jason, Kaneki sprofonda in uno stato di incoscienza dove ha continue visioni di Rize e di sua madre: si scopre così che la madre di Ken era morta di stenti a forza di lavorare giorno e notte per riuscire a mantenere sia Ken che la propria sorella, che aveva continuamente bisogno di soldi. Rize rinfaccia a Ken che in quel modo sua madre si è sempre rifiutata di prendere una posizione in vita e ha finito con l'abbandonarlo. Nonostante all'inizio il ragazzo rifiuti questa visione, alla fine capisce di dover reagire, anche a costo di uccidere, se vuole rimanere in vita: accetta così una volta per tutte la sua natura di ghoul e si scaglia su Rize per divorarla. Risvegliatosi, riesce ad utilizzare la propria kagune (uguale a quella di Rize) per liberarsi e uccidere Jason. |                   |                  |

#### Tokyo Ghoul √A
Una seconda stagione è stata annunciata in anticipo sul sito ufficiale cinese della serie per un breve periodo nel settembre 2014. Composta anch'essa da dodici episodi, è stata trasmessa tra l'8 gennaio e il 26 marzo 2015. Le sigle di apertura e chiusura sono Munō (無能? lett. "Incompetenza") del progetto Österreich e Kisetsu wa tsugitsugi shindeiku (季節は次々死んでいく? lett. "Stagioni che muoiono una dopo l'altra") degli Amazarashi. In Italia la trasmissione in streaming su Popcorn TV e VVVVID ha avuto inizio il 12 gennaio 2015, mentre la versione doppiata è stata caricata in esclusiva su VVVVID il 25 luglio 2015.
La serie, inoltre, è attualmente disponibile sulla piattaforma streaming Netflix.
| Nº | Titolo italiano Giapponese 「Kanji」 - Rōmaji | Prima visione    | Prima visione  |
| Nº | Titolo italiano Giapponese 「Kanji」 - Rōmaji | Giapponese       | Italiano       |
| 1  | Fede 「新洸」 - Shin kō | 8 gennaio 2015   | 25 luglio 2015 |
| 1  | Forte del proprio rinnovato potere, Kaneki accorre in soccorso di Touka e ingaggia un combattimento con Ayato, sul quale ha la meglio, senza però ucciderlo. Una volta portata in salvo Touka, la ragazza gli chiede se ora tornerà all'Anteiku ma il ragazzo dichiara che non vi farà più ritorno, e si appresta a unirsi all'Albero di Aogiri. Nel frattempo il Gufo smette di dare battaglia agli uomini della CCG e scompare. |                  |                |
| 2  | Fiori danzanti 「舞花」 - Maika | 15 gennaio 2015  | 25 luglio 2015 |
| 3  | L'appeso 「吊人」 - Tsu hito | 22 gennaio 2015  | 25 luglio 2015 |
| 4  | Verità celate 「深層」 - Shinsō | 29 gennaio 2015  | 25 luglio 2015 |
| 5  | Squarcio 「裂目」 - Kiretsu | 5 febbraio 2015  | 25 luglio 2015 |
| 6  | Migliaia di sentieri 「千路」 - Chiji | 12 febbraio 2015 | 25 luglio 2015 |
| 7  | Infiltrazione 「透過」 - Tōka | 19 febbraio 2015 | 25 luglio 2015 |
| 8  | Anteiku 「旧九」 - Kyū kyū | 26 febbraio 2015 | 25 luglio 2015 |
| 9  | La città dei desideri 「街望」 - Machi mochi | 5 marzo 2015     | 25 luglio 2015 |
| 10 | L'ultima pioggia d'autunno 「終雨」 - Tsui ame | 12 marzo 2015    | 25 luglio 2015 |
| 11 | Un giorno, tra fiori straripanti 「溢花」 - Mitsuru hana | 19 marzo 2015    | 25 luglio 2015 |
| 12 | Ken 「研」 - Ken | 26 marzo 2015    | 25 luglio 2015 |
| 12 | Stremato dallo scontro con Amon, Kaneki si rifugia tra le macerie dell'Anteiku, dove trova ad aspettarlo il suo vecchio amico Hide. I due hanno un lungo confronto in cui Hide sostiene di aver sospettato fin dall'inizio che "benda sull'occhio" fosse proprio lui e di non aver mai smesso di cercarlo. Il giovane però è ferito e alla fine del discorso sviene; credendolo morto, un disperato Kaneki, stanco di tutta quella distruzione, porta il suo corpo avvolto in un lenzuolo bianco alle Colombe e si consegna all'investigatore speciale Arima. |                  |                |

#### Tokyo Ghoul:re
L'anime venne annunciato il 5 ottobre 2017, e andò in onda il 3 aprile 2018. Odahiro Watanabe prende il posto di Shuhei Morita come direttore, mentre Chūji Mikasano continua a scrivere la sceneggiatura. Come per le due precedenti stagioni, lo studio Pierrot anima la serie, che sarà divisa in due stagioni, con i primi 12 episodi distribuiti tra aprile e giugno 2018 e la seconda metà a partire da ottobre dello stesso anno. La serie in Italia è stata distribuita in contemporanea con il Giappone dalla Dynit su VVVVID in versione sottotitolata, e a partire dal 24 luglio 2018 inizia una distribuzione della serie doppiata in italiano. Dall'episodio 1 all'episodio 12 la sigla d'apertura è Asphyxia di Cö shu Nie mentre quella di chiusura è Half di Queen Bee, mentre dall'episodio 13 la sigla d'apertura è Katharsis di TK dei Ling tosite sigure e quella di chiusura Rakuen no kimi (楽園の君? lett. "Sei in paradiso") di Österreich. A differenza dell'anime precedente, questa serie riprende dal finale canonico del manga del primo Tokyo Ghoul e non dell'anime precedente.

#### OAV
Dal manga prequel Tokyo Ghoul: JACK è stata realizzata una trasposizione anime prodotta dallo Studio Pierrot e diretta da Sōichi Shimada. Preceduto da una proiezione in anteprima in alcuni cinema giapponesi l'OAV è andato in onda il 30 settembre 2015. In Italia i diritti sono stati acquistati da Dynit, ed è trasmesso in streaming su VVVVID il 5 luglio 2016 con sottotitoli. Il 4 ottobre dello stesso anno è rilasciata la versione doppiata, per poi essere venduta in DVD il 25 ottobre.
Dalla terza storia intitolata Fotografia, della prima novel Hibi, è stato realizzato un secondo OAV, intitolato Tokyo Ghoul: PINTO prodotto sempre dallo Studio Pierrot. In Giappone è stato pubblicato il 25 dicembre 2015 in DVD e Blu-ray. In Italia i diritti sono stati acquistati da Dynit ed è stato trasmesso in streaming con i sottotitoli in italiano su VVVVID il 14 luglio 2016. Il 4 ottobre 2016 viene rilasciata invece, sempre sul sito VVVVID, la versione doppiata in italiano. Dal 25 ottobre 2016 viene venduto in DVD e Blu-ray.

#### Pubblicazioni
Gli episodi di Tokyo Ghoul sono stati raccolti in quattro volumi BD/DVD, distribuiti in Giappone per il mercato home video tra il 26 settembre e il 26 dicembre 2014.
| Volume | Episodi | Data di pubblicazione |
| ------ | ------- | --------------------- |
| 1      | 1–3     | 26 settembre 2014     |
| 2      | 4–6     | 31 ottobre 2014       |
| 3      | 7–9     | 28 novembre 2014      |
| 4      | 10–12   | 26 dicembre 2014      |

Gli episodi di Tokyo Ghoul √A sono stati raccolti in sei volumi BD/DVD che sono stati distribuiti in Giappone per il mercato home video tra il 27 marzo e il 28 agosto 2015.
| Volume | Episodi | Data di pubblicazione |
| ------ | ------- | --------------------- |
| 1      | 1–2     | 27 marzo 2015         |
| 2      | 3–4     | 24 aprile 2015        |
| 3      | 5–6     | 29 maggio 2015        |
| 4      | 7–8     | 26 giugno 2015        |
| 5      | 9–10    | 31 luglio 2015        |
| 6      | 11–12   | 28 agosto 2015        |

Gli episodi di Tokyo Ghoul:re sono stati raccolti in quattordici volumi BD/DVD che sono stati distribuiti in Giappone per il mercato home video tra il 27 giugno 2018 e il 27 marzo 2019.
| Volume | Episodi | Data di pubblicazione |
| ------ | ------- | --------------------- |
| 1      | 1–2     | 28 giugno 2018        |
| 2      | 3–4     | 25 luglio 2018        |
| 3      | 5–6     | 29 agosto 2018        |
| 4      | 7–8     | 26 settembre 2018     |
| 5      | 9–10    | 31 ottobre 2018       |
| 6      | 11–12   | 28 novembre 2018      |
| 7      | 13–15   | 21 dicembre 2018      |
| 8      | 16–18   | 30 gennaio 2019       |
| 9      | 19–21   | 27 febbraio 2019      |
| 10     | 22–24   | 27 marzo 2019         |

### Videogiochi
Un videogioco intitolato Tokyo Ghoul: carnaval, rinominato in seguito Tokyo Ghoul: carnaval ∫ color, prodotto da Bandai Namco Games, è stato pubblicato per smartphone con sistema operativo Android e iOS rispettivamente il 6 e il 9 febbraio 2015. Il giocatore può formare il suo team personalizzato scegliendo tra i vari personaggi disponibili (sia ghoul sia investigatori), così come ha anche la possibilità di esplorare una mappa in 3D. Un altro videogioco sempre prodotto da Bandai Namco Games, inizialmente intitolato Tokyo Ghoul: Masquerader e poi rinominato in Tokyo Ghoul: Jail, è un gioco di ruolo d'avventura per PlayStation Vita, pubblicato il 1º ottobre 2015. Un action RPG dal titolo Tokyo Ghoul: Dark War è stato reso disponibile per dispositivi Android e iOS nel tardo 2016.
Tokyo Ghoul: re Invoke è un gioco RPG d'azione sviluppato sempre da Bandai per smartphone con sistema operativo iOS ed Android e pubblicato il 13 marzo 2017. I giocatori scelgono una varietà di personaggi e creano squadre per combattere l'uno contro l'altro e ripercorrere la storia di Tokyo Ghoul. Il gioco include una modalità storia ed una multiplayer. Un ulteriore videogioco, intitolato Tokyo Ghoul: re Call to Exist, è stato annunciato il 21 giugno 2018 da Bandai Namco per PlayStation 4 ed è uscito il 15 novembre 2019.

### Live action
Un film live action basato sulla serie, diretto da Kentarō Hagiwara e annunciato il 17 giugno 2016 sul settimo volume di Tokyo Ghoul:re, è stato proiettato nei cinema giapponesi il 29 luglio 2017. I ruoli dei due personaggi principali Ken Kaneki e Touka Kirishima sono stati interpretati rispettivamente da Masataka Kubota e Fumika Shimizu, mentre gli attori Yū Aoi, Nobuyuki Suzuki e Yō Ōizumi hanno vestito i panni di Rize Kamishiro, Kōtarō Amon e il suo partner Kureo Mado. In Italia il film è stato distribuito al cinema da Nexo Digital il 6 e il 7 marzo 2018. Un seguito del film, Tokyo Ghoul S, è stato annunciato il 21 settembre 2018 ed è stato distribuito nelle sale cinematografiche nipponiche il 19 luglio 2019. In Italia è uscito il 25 novembre 2020 direttamente in home video edito da Dynit.

## Accoglienza
Tokyo Ghoul è stato il ventisettesimo manga più venduto in Giappone nel 2013 grazie a ben 1 666 348 vendite complessive stimate, e a gennaio 2014 il titolo ha venduto in tutto circa 2.6 milioni di copie. Nel 2014, invece, la serie ha raggiunto 6 946 203 copie vendute, aggiudicandosi così il quarto posto dei manga più venduti dell'anno. A un mese dalla pubblicazione, il primo volume del seguito, Tokyo Ghoul:re, ha venduto più di 630 000 copie. IGN ha elencato Tokyo Ghoul come uno dei migliori anime degli anni 2010, descrivendolo come un anime che portava l'azione cruenta a un altro livello mentre mostrava il difficile equilibrio tra umani e ghoul che coesistevano nella stessa realtà. Nel sondaggio Manga Sōsenkyo 2021 indetto da TV Asahi, 150 000 persone hanno votato la loro top 100 delle serie manga e Tokyo Ghoul si è classificata al 41º posto.